# Wellington Arch

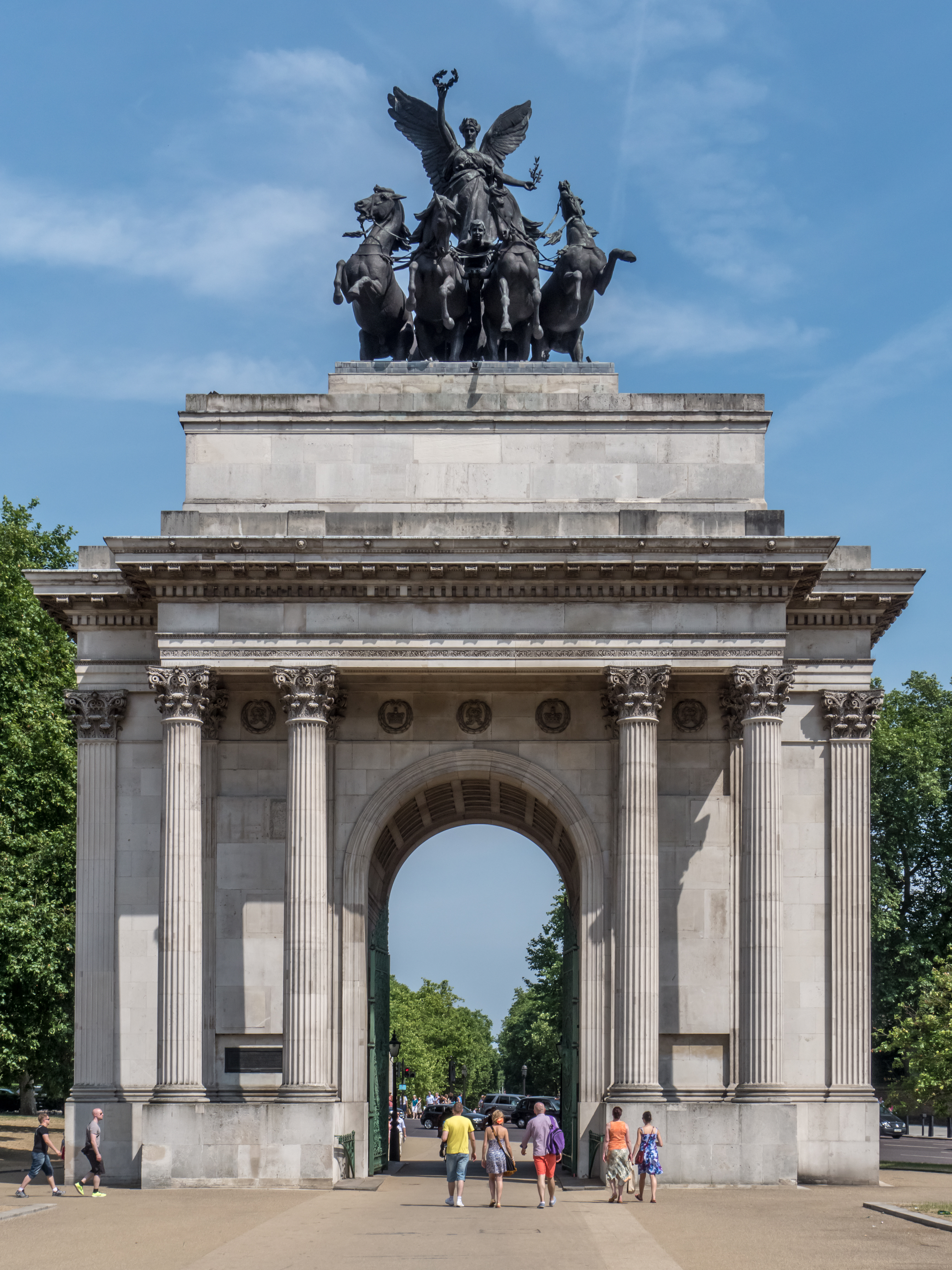
Der Wellington Arch in London

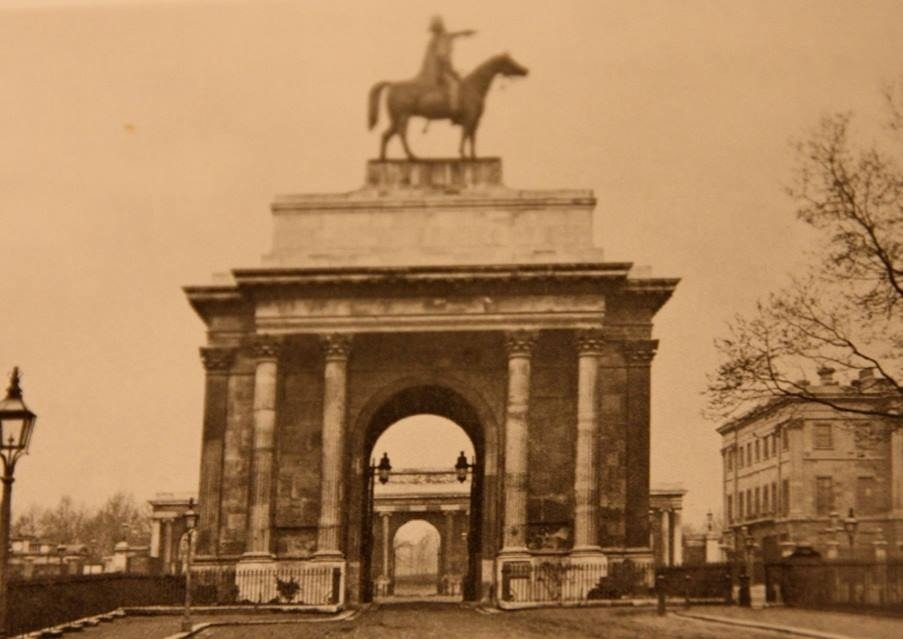
Die Reiterstatue mit Wellington auf dem Arch in den 1850er Jahren

Der Wellington Arch, auch bekannt als Constitution Arch oder (ursprünglich) Green Park Arch, ist ein Triumphbogen am Verkehrsknotenpunkt Hyde Park Corner am südöstlichen Ende des Hyde Park in London. Gemeinsam mit dem nahegelegenen Marble Arch wurde er 1825 von Georg IV. in Auftrag gegeben, um an die britischen Siege in den Napoleonischen Kriegen zu erinnern. Der Wellington Arch war auch als äußeres Durchgangstor zum Constitution Hill und somit als Großportal zur Stadtmitte aus Richtung Westen vorgesehen.
Der Wellington Arch wurde zwischen 1826 und 1830 nach Plänen von Decimus Burton errichtet. Ursprünglich stand er unmittelbar gegenüber dem Apsley House. 1846 wurde auf dem Bogen eine 8,50 Meter hohe Statue des Premierministers Arthur Wellesley, 1. Duke of Wellington, aufgestellt. 1882–83 wurde der Bogen an seinen jetzigen Standort Hyde Park Corner versetzt. Die Statue des Herzogs wurde nach Aldershot gebracht und 1912 durch eine gewaltige Bronzequadriga ersetzt, die größte Bronzeplastik in Europa.
Der Bogen beherbergte bis 1992 eine Polizeistation. Seit 1999 gehört das Monument der English Heritage, die darin eine Ausstellung über die Geschichte und Nutzung des Bogens eingerichtet hat.